# Tour de France femminile 2025
Il Tour de France femminile 2025, quarta edizione della corsa, valido come ventiduesima evento dell'UCI Women's World Tour 2025, si svolse in 9 tappe, dal 26 luglio al 3 agosto 2025 su un percorso di 1168,6 km, con partenza da Vannes ed arrivo a Châtel, in Francia. La vittoria fu appannaggio della francese Pauline Ferrand-Prévot che completò il percorso in 29h54'24", precedendo l'olandese Demi Vollering e la polacca Katarzyna Niewiadoma.

## Tappe
| Tappa  | Data      | Percorso                                                    | km     | Vincitrice di tappa    | Leader cl. generale    |
| ------ | --------- | ----------------------------------------------------------- | ------ | ---------------------- | ---------------------- |
| 1ª     | 26 luglio | Vannes > Plumelec                                           | 78,8   | Marianne Vos           | Marianne Vos           |
| 2ª     | 27 luglio | Brest > Quimper                                             | 110,4  | Mavi García            | Kimberley Le Court     |
| 3ª     | 28 luglio | La Gacilly > Angers                                         | 163,5  | Lorena Wiebes          | Marianne Vos           |
| 4ª     | 29 luglio | Saumur > Poitiers                                           | 130,7  | Lorena Wiebes          | Marianne Vos           |
| 5ª     | 30 luglio | Chasseneuil-du-Poitou (Futuroscope) > Guéret                | 165,8  | Kimberley Le Court     | Kimberley Le Court     |
| 6ª     | 31 luglio | Clermont-Ferrand > Ambert                                   | 123,7  | Maëva Squiban          | Kimberley Le Court     |
| 7ª     | 1° agosto | Bourg-en-Bresse > Chambéry                                  | 159,7  | Maëva Squiban          | Kimberley Le Court     |
| 8ª     | 2 agosto  | Chambéry > Saint-François-Longchamp (Colle della Madeleine) | 111,9  | Pauline Ferrand-Prévot | Pauline Ferrand-Prévot |
| 9ª     | 3 agosto  | Praz-sur-Arly > Châtel (Portes du Soleil)                   | 124,1  | Pauline Ferrand-Prévot | Pauline Ferrand-Prévot |
| Totale | Totale    | Totale                                                      | 1168,6 |                        |                        |

## Squadre e cicliste partecipanti
| N.      | Cod. | Squadra                  |
| ------- | ---- | ------------------------ |
| 1-7     | CSZ  | Canyon-SRAM Zondacrypto  |
| 11-17   | TFS  | FDJ-Suez                 |
| 21-27   | FDC  | Fenix-Deceuninck         |
| 31-37   | EFO  | EF Education-Oatly       |
| 41-47   | SDW  | Team SD Worx-Protime     |
| 51-57   | TVL  | Team Visma-Lease a Bike  |
| 61-67   | UAD  | UAE Team ADQ             |
| 71-77   | MOV  | Movistar Team            |
| 81-87   | LTK  | Lidl-Trek                |
| 91-97   | AGS  | AG Insurance-Soudal Team |
| 102-107 | TPP  | Team Picnic PostNL       |

| N.      | Cod. | Squadra                     |
| ------- | ---- | --------------------------- |
| 111-117 | ARK  | Arkéa-B&B Hotels Women      |
| 121-127 | LIV  | Liv AlUla Jayco             |
| 131-137 | UXM  | Uno-X Mobility              |
| 141-147 | CWT  | Cofidis Women Team          |
| 151-157 | CTC  | Ceratizit Pro Cycling Team  |
| 161-167 | HPH  | Human Powered Health        |
| 171-177 | AUB  | St Michel-P. Home-Auber93   |
| 181-187 | LKF  | Laboral Kutxa-Fund. Euskadi |
| 191-197 | WOS  | Winspace Orange Seal        |
| 201-207 | VWT  | VolkerWessels Pro Cycling   |
| 211-217 | CGS  | Roland Le Dévoluy           |

## Dettagli delle tappe

### 1ª tappa
- 26 luglio: Vannes > Plumelec – 78,8 km

Risultati
| Pos. | Corridore              | Squadra   | Tempo    |
| ---- | ---------------------- | --------- | -------- |
| 1    | Marianne Vos           | Visma     | 1h53'03" |
| 2    | Kimberley Le Court     | AG-Soudal | s.t.     |
| 3    | Pauline Ferrand-Prévot | Visma     | s.t.     |

| Pos. | Corridore              | Squadra   | Tempo    |
| ---- | ---------------------- | --------- | -------- |
| 1    | Marianne Vos           | Visma     | 1h52'53" |
| 2    | Kimberley Le Court     | AG-Soudal | a 4"     |
| 3    | Pauline Ferrand-Prévot | Visma     | a 6"     |

### 2ª tappa
- 27 luglio: Brest > Quimper – 110,4 km

Risultati
| Pos. | Corridore          | Squadra   | Tempo    |
| ---- | ------------------ | --------- | -------- |
| 1    | Mavi García        | Liv AlUla | 2h44'29" |
| 2    | Lorena Wiebes      | SD Worx   | a 3"     |
| 3    | Kimberley Le Court | AG-Soudal | s.t.     |

| Pos. | Corridore              | Squadra   | Tempo    |
| ---- | ---------------------- | --------- | -------- |
| 1    | Kimberley Le Court     | AG-Soudal | 4h37'25" |
| 2    | Marianne Vos           | Visma     | s.t.     |
| 3    | Pauline Ferrand-Prévot | Visma     | a 6"     |

### 3ª tappa
- 28 luglio: La Gacilly > Angers – 163,5 km

Risultati
| Pos. | Corridore      | Squadra | Tempo    |
| ---- | -------------- | ------- | -------- |
| 1    | Lorena Wiebes  | SD Worx | 3h41'47" |
| 2    | Marianne Vos   | Visma   | s.t.     |
| 3    | Ally Wollaston | FDJ     | s.t.     |

| Pos. | Corridore              | Squadra   | Tempo    |
| ---- | ---------------------- | --------- | -------- |
| 1    | Marianne Vos           | Visma     | 8h19'06" |
| 2    | Kimberley Le Court     | AG-Soudal | a 6"     |
| 3    | Pauline Ferrand-Prévot | Visma     | a 12"    |

### 4ª tappa
- 29 luglio: Saumur > Poitiers – 130,7 km

Risultati
| Pos. | Corridore      | Squadra   | Tempo    |
| ---- | -------------- | --------- | -------- |
| 1    | Lorena Wiebes  | Visma     | 2h54'11" |
| 2    | Marianne Vos   | AG-Soudal | s.t.     |
| 3    | Lara Gillespie | UAE       | s.t.     |

| Pos. | Corridore          | Squadra   | Tempo     |
| ---- | ------------------ | --------- | --------- |
| 1    | Marianne Vos       | Visma     | 11h13'11" |
| 2    | Lorena Wiebes      | Visma     | a 12"     |
| 3    | Kimberley Le Court | AG-Soudal | a 12"     |

### 5ª tappa
- 30 luglio: Chasseneuil-du-Poitou (Futuroscope) > Guéret – 165,8 km

Risultati
| Pos. | Corridore            | Squadra   | Tempo    |
| ---- | -------------------- | --------- | -------- |
| 1    | Kimberley Le Court   | AG-Soudal | 3h54'07" |
| 2    | Demi Vollering       | FDJ-Suez  | s.t.     |
| 3    | Anna van der Breggen | SD Worx   | s.t.     |

| Pos. | Corridore          | Squadra   | Tempo     |
| ---- | ------------------ | --------- | --------- |
| 1    | Kimberley Le Court | AG-Soudal | 15h07'14" |
| 2    | P. Ferrand-Prévot  | Visma     | a 18"     |
| 3    | Demi Vollering     | FDJ-Suez  | a 23"     |

### 6ª tappa
- 31 luglio: Clermont-Ferrand > Ambert – 123,7 km

Risultati
| Pos. | Corridore          | Squadra   | Tempo    |
| ---- | ------------------ | --------- | -------- |
| 1    | Maëva Squiban      | UAE       | 3h20'46" |
| 2    | Juliette Labous    | FDJ-Suez  | a 1'09"  |
| 3    | Kimberley Le Court | AG-Soudal | a 1'13"  |

| Pos. | Corridore          | Squadra   | Tempo     |
| ---- | ------------------ | --------- | --------- |
| 1    | Kimberley Le Court | AG-Soudal | 18h29'05" |
| 2    | P. Ferrand-Prévot  | Visma     | a 26"     |
| 3    | K. Niewiadoma      | Canyon    | a 30"     |

### 7ª tappa
- 1º agosto: Bourg-en-Bresse > Chambéry – 159,7 km

Risultati
| Pos. | Corridore       | Squadra      | Tempo    |
| ---- | --------------- | ------------ | -------- |
| 1    | Maëva Squiban   | UAE          | 3h58'26" |
| 2    | Cédrine Kerbaol | EF Education | a 51"    |
| 3    | Ruth Edwards    | Human P.     | s.t.     |

| Pos. | Corridore          | Squadra   | Tempo     |
| ---- | ------------------ | --------- | --------- |
| 1    | Kimberley Le Court | AG-Soudal | 22h28'31" |
| 2    | P. Ferrand-Prévot  | Visma     | a 26"     |
| 3    | K. Niewiadoma      | Canyon    | a 30"     |

### 8ª tappa
- 2 agosto: Chambéry > Saint-François-Longchamp (Colle della Madeleine) – 111,9 km

Risultati
| Pos. | Corridore          | Squadra   | Tempo    |
| ---- | ------------------ | --------- | -------- |
| 1    | P. Ferrand-Prévot  | Visma     | 3h47'24" |
| 2    | Sarah Gigante      | AG-Soudal | a 1'45"  |
| 3    | Niamh Fisher-Black | Lidl-Trek | a 2'15"  |

| Pos. | Corridore         | Squadra   | Tempo     |
| ---- | ----------------- | --------- | --------- |
| 1    | P. Ferrand-Prévot | Visma     | 26h16'11" |
| 2    | Sarah Gigante     | AG-Soudal | a 2'37"   |
| 3    | Demi Vollering    | FDJ-Suez  | a 3'18"   |

### 9ª tappa
- 3 agosto: Praz-sur-Arly > Châtel (Portes du Soleil) – 124,1 km

Risultati
| Pos. | Corridore         | Squadra  | Tempo    |
| ---- | ----------------- | -------- | -------- |
| 1    | P. Ferrand-Prévot | Visma    | 3h38'23" |
| 2    | Demi Vollering    | FDJ-Suez | a 20"    |
| 3    | K. Niewiadoma     | Canyon   | a 23"    |

| Pos. | Corridore         | Squadra  | Tempo     |
| ---- | ----------------- | -------- | --------- |
| 1    | P. Ferrand-Prévot | Visma    | 29h54'24" |
| 2    | Demi Vollering    | FDJ-Suez | a 3'42"   |
| 3    | K. Niewiadoma     | Canyon   | a 4'09"   |

## Classifiche finali

### Classifica generale - Maglia gialla
| Pos. | Ciclista             | Squadra      | Tempo     |
| ---- | -------------------- | ------------ | --------- |
| 1    | P. Ferrand-Prévot    | Visma        | 29h54'24" |
| 2    | Demi Vollering       | FDJ-Suez     | a 3'42"   |
| 3    | K. Niewiadoma        | Canyon       | a 4'09"   |
| 4    | Dominika Włodarczyk  | UAE          | a 5'45"   |
| 5    | Niamh Fisher-Black   | Lidl-Trek    | a 6'25"   |
| 6    | Sarah Gigante        | AG-Soudal    | a 6'40"   |
| 7    | Juliette Labous      | FDJ-Suez     | a 9'13"   |
| 8    | Cédrine Kerbaol      | EF Education | a 13'43"  |
| 9    | Pauliena Rooijakkers | Fenix        | a 13'59"  |
| 10   | Évita Muzic          | FDJ-Suez     | a 15'50"  |

### Classifica a punti - Maglia verde
| Pos. | Ciclista             | Squadra   | Punti |
| ---- | -------------------- | --------- | ----- |
| 1    | Lorena Wiebes        | SD Worx   | 230   |
| 2    | Marianne Vos         | Visma     | 178   |
| 3    | Demi Vollering       | FDJ-Suez  | 147   |
| 4    | Kimberley Le Court   | AG-Soudal | 133   |
| 5    | Anna van der Breggen | SD Worx   | 118   |

### Classifica scalatrici - Maglia a pois
| Pos. | Ciclista             | Squadra  | Punti |
| ---- | -------------------- | -------- | ----- |
| 1    | Elise Chabbey        | FDJ-Suez | 44    |
| 2    | Demi Vollering       | FDJ-Suez | 36    |
| 3    | Maëva Squiban        | UAE      | 36    |
| 4    | P. Ferrand-Prévot    | Visma    | 33    |
| 5    | Anna van der Breggen | SD Worx  | 29    |

### Classifica giovani - Maglia bianca
| Pos. | Ciclista         | Squadra | Tempo     |
| ---- | ---------------- | ------- | --------- |
| 1    | Nienke Vinke     | Picnic  | 30h31'41" |
| 2    | Titia Ryo        | Arkéa   | a 14'51"  |
| 3    | Julie Bego       | Cofidis | a 19'16"  |
| 4    | Marion Bunel     | Visma   | a 29'11"  |
| 5    | Francesca Barale | Picnic  | a 50'03"  |

### Classifica a squadre - Numero giallo
| Pos. | Squadra                 | Tempo     |
| ---- | ----------------------- | --------- |
| 1    | FDJ-Suez                | 90h12'03" |
| 2    | AG Insurance-Soudal     | a 35'53"  |
| 3    | Team Visma-Lease a Bike | a 43'44"  |
| 4    | Canyon-SRAM Zondacrypto | a 54'19"  |
| 5    | Lidl-Trek               | a 56'18"  |